# Pio Valenzuela
Pio Valenzuela (ur. 11 lipca 1869, zm. 6 kwietnia 1956) – filipiński działacz niepodległościowy, polityk i lekarz.

## Życiorys
Urodził się w Polo w prowincji Bulacan jako czwarte z pięciorga dzieci Francisca Valenzueli oraz Lorenzy Alejandrino. Pochodził z zamożnej rodziny, posiadającej ziemię tak w Polo, jak i w Quinguie. Jego ojciec związany był z administracją kolonialną. Matka z kolei wyróżniała się na tle ówczesnych filipińskich kobiet dosyć dobrym wykształceniem. Znana też była z zamiłowania do literatury, posiadała zresztą własną biblioteczkę.
Valenzuela kształcił się na Colegio de San Juan de Letran. Podjął następnie studia medyczne na Universidad de Santo Tomas, które ukończył w 1895. 15 lipca 1892 włączył się w działalność niepodległościową, wstąpił w szeregi Katipunanu, tajnej organizacji, której celem było wyzwolenie Filipin spod kolonialnego panowania Hiszpanii. W jej szeregach posługiwał się pseudonimem Dimas Ayaran, co można przetłumaczyć jako nietykalny.
Szybko zaprzyjaźnił się z jednym z najważniejszych przywódców Katipunanu, Andresem Bonifacio. Został ojcem chrzestnym jego syna. Udzielił mu także schronienia, kiedy dom Bonifacia został zniszczony w pożarze. Zapewne właśnie ze względu na zaufanie, którym darzył go w owym czasie już najwyższy przywódca Katipunanu to właśnie Valenzuela został wysłany do Dapitan, na rozmowy z przebywającym tam wówczas na zesłaniu Jose Rizalem. Bezskutecznie próbował przekonać cieszącego się wśród Filipińczyków ogromnym autorytetem Rizala do poparcia zbrojnego zrywu przeciwko Hiszpanom.
Valenzuela miał duży wkład w rozbudowę struktur Katipunanu. Stał za utworzeniem wielu jego oddziałów w Morong (dzisiejsza prowincja Rizal), jak również w Bulacanie, Pampandze oraz Cavite. Zasugerował także powołanie organu prasowego organizacji, pisma Kalayaan. Z czasem wszedł w skład ścisłego kierownictwa grupy, ustępując w jej hierarchii jedynie Andresowi Bonifacio oraz Emilio Jacinto. Po zdekonspirowaniu Katipunanu przez władze kolonialne oraz po wybuchu rewolucji filipińskiej udał się do Balintawak. Wkrótce potem jednak poddał się Hiszpanom, wierząc w zapewnienia o możliwości otrzymania amnestii. Został przez nich jednak uwięziony, początkowo od września 1896 przetrzymywany był w więzieniu Bilibid. Następnie zesłano go do metropolii, w kwietniu 1897 dotarł w transporcie karnym do Barcelony. Wraz z nim podróżował Antonio Luna. Po kilkudziesięciu dniach przeniesiono go do Madrytu, następnie do Malagi, wreszcie zaś do Melili. Do kraju powrócił w maju 1899. Ponownie, na krótko został uwięziony, tym razem przez Amerykanów.
W okresie panowania amerykańskiego pozostał aktywny politycznie, choć nie odgrywał już raczej pierwszoplanowej roli. Piastował funkcję burmistrza rodzinnego miasta (1900–1901). Był też gubernatorem Bulacanu (1921–1925). Powrócił także do wyuczonego zawodu lekarza, między innymi podczas epidemii cholery z 1902. Poślubił Marcianę Castro, doczekał się z nią siedmiorga dzieci. Od 1963 imię Valenzueli nosi jego miasto rodzinne. Od 2023 w tej samej miejscowości funkcjonuje poświęcone przywódcy muzeum.